# Rashid Ali al-Kailani
Rashid Ali pașa al-Kailani (sau Al Gailani sau Al-Kilani, în arabă رشيد عالي الکَيلاني (n. 1892 - d. 28 august 1965) a fost un politician și jurist arab irakian care a ocupat de trei ori funcția de prim ministru al Regatului Irak:în martie - noiembrie 1933, apoi din martie 1940 până în februarie 1941 și, din nou, in aprilie-mai 1941. El s-a remarcat ca un fervent naționalist arab care a încercat în timpul celui de-al Doilea Război Mondial, în 1940 și 1941 să negocieze acorduri cu Puterile Axei (Germania nazistă și Italia fascistă) și să înlăture hegemonia Regatului Unit britanic în Irak. În aprilie 1941 el a organizat o lovitură de stat. Cu ajutorul unui grup de ofițeri conduși de Salah ad-Din al-Sabagh, el a pus mâna pe putere, l-a înlăturat pe regentul Abd al-Ilah și a instaurat un regim pro-nazist, care a reclamat retragerea britanicilor din țară.   

## Biografie

### Anii de tinerețe
Rashid Ali s-a născut în 1892 la Bagdad în Irakul otoman,ca fiu al lui Said Abd al-Wahhab al-Kailani, urmaș al unei familii care a deținut multă vreme o poziție de conducere în pătura aristocrată sunită din Bagdad.Membrii familiei erau cunoscuți ca fiind ashraf sau sayed, adică urmași ai profetului Mohamed.Între străbunii lui Kailani au fost și guvernatori cerkezi ai vilayetului, precum și renumitul mistic sufit Abd al-Qadir al-Kailani din secolul al XI-lea întemeietorul ordinului Al Qadiri sau Qadriye. Rashid Ali era rudă și cu cel dintâi prim-ministru al Regatului Irak, Abd al-Rahman al-Kailani (1841-1927). Rashid Ali a studiat la Facultatea de drept a Universității din Bagdad  și în 1924 a devenit avocat și conferențiar în științe juridice. A publicat mai multe cărti de drept.
În 1921 a fost judecător la Curtea de Apel din Bagdad. După urcarea pe tron a regelui hașemit Faisal I sub regimul Mandatului britanic pentru Mesopotamia, Al Kailani s-a decis să intre în viața politică.

### Cariera politică
Rashid Effendi al-Kailani și-a început cariera politică în Partidul Progresist al lui And al Mohsen Al Saadun. dar a fost dezamăgit de acordarea în 1925  a drepturilor de exploatare a petrolului Companiei "Turkish Petroleum"  cunoscută mai târziu ca Irak Petroleum. El a colaborat apoi, cu primul-ministru Yasin pașa al-Hashimi, liderul Partidului Poporului (Hizb Al Shaab). Cei doi oameni politici nu au văzut cu ochi buni amestecul britanic in afacerile Irakului, și s-au opus acordurilor cu Regatul Unit - acordul anglo-irakian din 1922 și apoi cel din 1930, (semnat de Nuri pașa as-Said), care au acordat Irakului independență, dar au consacrat o prezență militară britanică pe pământul Irakului și un amestec activ în afacerile țării. În 1924 Al Hashimi l-a numit pe Rashid Ali Effendi în funcția de ministru al justiției, iar in 1925 ministru de interne, funcție pe care a deținut-o până în 1928, inclusiv în guvernul Jaffar al Askari. 
În continuare, a funcționat Al Kailani ca președinte (rais) al Camerei deputaților - Diwanul regal. 
În 1929 - 1931 al Hashimi, al Kailani și altii au întemeiat împreună cu Jaffar Abu al-Timman din Partidul Patriotic (Hizb al Watan) o nouă formațiune politică efemeră numită Partidul Frăției Patriotice (Hizb al_Ikha al-Watani)  cu scopul de a promova obiective naționaliste. În 1930 Al Kailani a fost numit șambelan șef și secretar privat al regelui Faisal I, care a încercat să și-l apropie și să-i modereze pozitia politică iar în 1933 a fost numit prim ministru pentru întâia oară, îndeplinind această funcție vreme de opt luni. În acest răstimp a reprimat revolta creștinilor asirieni la Mosul. În 1935-1936 a fost iarăși ministru de interne și locțiitor al ministrului al justiției.
În 1936 în urma loviturii de stat a lui Bakir Sidki din octombrie, împreună cu Yasin pașa, Rashid Ali a fugit in Siria, de unde s-a întors în septembrie 1938.La întoarcere a fost arestat și deportat la 'Ana sub suspiciunea că ar fi jucat un rol într-un atac cu bombă la Bagdad și în tulburările din țară.
În 1939 odată cu formarea unui nou guvern Nuri as-Said deportarea sa a fost anulată și Kailani a fost ales din nou președinte al Diwanului regal. 
Rashid Ali a îndeplinit un timp și funcția de conducător al consiliului (waqf) al patrimoniului religios al ordinului sufit Qadriya.

### Guvernul din 1940-1941
Când la 31 martie1940 Kailani a fost din nou numit prim ministru, (avându-l pe Nuri as-Said ca ministru de externe) lumea era deja confruntată cu izbucnirea în septembrie 1939 a celui de-al Doilea Război Mondial iar Irakul cu consecințele decesului neașteptat în accident al tânărului rege Ghazi I. Noul rege Faisal al II-lea era minor și țara era condusă de un regent, unchiul său, emirul Abd al-Ilah. Acesta din urmă sprijinea efortul de război al Marii Britanii, dar nu era în stare să-l stăpânească pe Al Kailani, cares e bucura de popularitate în rândul unei bune părți din publicul arab și din armata irakiană, și folosea situația de război pentru a avansa scopurile sale antibritanice, și punea obstrucții în calea tranzitului forțelor britanice pe teritoriul Irakului. După ce guvernul precedent al Irakului rupsese deja relațiile diplomatice cu Germania nazistă, în ciuda poziției lui Nuri as -Said, în vara anului 1940 Kailani a refuzat să rupă relațiile cu Italia fascistă  și a trimis pe ministrul justiției, Naji Shawkat, la Ankara, pentru a-l contacta pe ambasadorul Germaniei în Turcia, Franz von Papen cu scopul de a obține sprijinul german pentru guvernul său. Arhivele Ministerului german de externe menționează că Shawkat l-a întâlnit pe von Papen la 5 iulie 1940  și i-a înmânat și o scrisoare de recomandare din partea marelui muftiu al Ierusalimului, Hajj Mohammed Amin al Husseini exprimând dorința de a ajunge la un tratat de prietenie și colaborare cu Reichul. Al Husseini, care se bucura, de mulți ani, de admirația lui Rashid Ali, s-a refugiat în Irak în 1939.  
Bagdadul a devenit în acea perioadă o bază a operațiilor de spionaj nazist în Orientul Apropiat.
Într-o altă intalnire cu reprezentanți ai Germaniei, Kiliani a promis Germaniei că resursele naturale ale Irakului, mai ales cele de petrol vor putea sta la dispoziția forțelor Axei în schimbul sprijinului pentru aspirația arabilor la independență și unitate politică.
În toamna anului 1940 britanicii au început să preseze Irakul să-l schimbe pe Rashid Ali la conducerea guvernului.  Rashid Ali s-a opus presiunilor și a obținut sprijinul generalului Salah ad-Din Al Sabbagh, dar, în cele din urmă, când Nuri as-Said a părăsit guvernul și în ianuarie 1941 a cerut, fără succes, regentului să dizolve parlamentul, la sfârșitul lunii, Kailani a fost nevoit să demisioneze. 

### Lovitura de stat din Irak din 1941

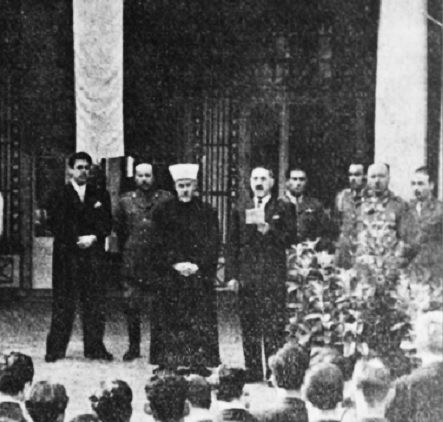
Rashid Ali al-Kailani și Haj Amin al-Husseini, vorbind la Berlin la aniversarea loviturii de stat din Irak din aprilie 1941

Regatul Unit a reacționat cu sancțiuni economice contra Irakului. Între timp, știrile despre victoriile britanice asupra forțelor italiene în Africa de Nord au slăbit  sprijinul pentru Kiliani. La 31 ianuarie 1941 sub presiunea regentului Abd al-Ilah, Rashid Ali a demisionat de la conducerea guvernului. Aceasta a exacerbat și mai mult neîncrederea Marii Britanii și a sprijinitorilor ei din guvern. Împreună cu militarii membri ai grupului numit Pătratul de aur , Kiliani a plănuit asasinarea regentului Abd al-Ilah și acapararea puterii. La 31 martie Abd al-Ilah  a descoperit complotul impotriva sa și a fugit din țară.  
La 1 aprilie 1941 lovitura de stat a fost dusă la bun sfârșit. La 3 aprilie Kailani a format un „Guvern de Apărare Națională” în locul guvernului înlăturat de la putere. Guvernul Kailani a pus acuzație pe regentul Abd al-Ilah pentru subminarea armatei, a unității naționale și încălcarea constituției și, printr-o decizie unanimă a parlamentului, l-a înlocuit cu un văr al regelui, Sharf Sharaf. 

### Războiul dintre Irak și Marea Britanie
Una din primele sale hotărâri ale guvernului lui Rashid Ali a fost trimiterea unei forțe de artilerie împotriva bazei militare britanice de la Habbaniya.Până la sfârșitul lui aprilie trupe irakiene și-au întărit pozițiile pe povârnișul de deasupra bazei Habbaniya și au început asediul acesteia.
Secretarul general al Partidului Comunist Irakian, Yussuf Salman, i-a scris lui Kiliani încercând să-l convingă  să nu pactizeze cu Germania nazistă:„ a conta pe ajutorul unui stat imperialist, oricare ar fi el, nu înseamnă nimic altceva decât căderea mișcării naționale în brațele unui alt imperialism" 
Irakul era un furnizor însemnat de petrol pentru efortul de război al Aliaților și reprezenta, totodată, o punte importantă între forțele britanice staționate în Egipt și cele din India.Pentru a proteja Irakul primul ministru britanic Winston Churchill a ordonat generalului Archibald Wavell să apere baza aeriană de la Habbaniya. La 18 aprilie 1941 forțe britanice numite Iraqforce sau Sabine Force din India au aterizat la Basra. cel mai important port petrolier al Irakului. Între timp în Palestina s-a organizat o altă forță, Habbaniya Force sau Habforce, destinată să intre în Irak dinspre west și să elibereze baza Habbaniya.
La Habbaniya asediatorii irakieni au cerut încetarea oricăror antrenamente și zboruri în baza militară britanică. La 2 mai 1941 comandantul forței aviatice RAF din Habbaniya, vicemareșalul aerului Harry George Smart a replicat printr-un atac preventiv contra unităților  irakiene din jurul bazei militare. Astfel s-a declanșat un război între  noul regim de la Bagdad și Regatul Unit.
Naji Shawkat a plecat în Turcia și a chemat Germania și Italia să vină în ajutor. Acestea nu au putut in acel moment decât să trimită câteva transporturi de arme ușoare precum și 30 de avioane de război la Mosul și au apelat și la ajutorul Regimului de la Vichy
Într-o săptămână irakienii au fost nevoiți să evacueze  povârnișul de la Habbaniya. La mijlocul lunii mai forțe britanice formate în principal din recruți asirieni din Habbaniya s-au deplasat spre Falluja și după ce au străpuns rezistența irakiană de acolo, au pornit spre Bagdad. 
Deși mai numeroase,  trupele irakiene nu au făcut față ofensivei britanice.Poporul in mare parte nu s-a solidarizat cu cauza guvernului, in ciuda apelurilor la jihad ale unor imami și propagandei prin media. Triburile șiite din sud și kurzii din nord nu au răspuns la chemarea guvernului,  in dimpotrivă, în multe cazuri i-au ajutat pe britanici
La 30 mai văzând apropierea trupelor britanice, Kailani a fugit în Iran. La fel au fugit ceilalți miniștri și ofițeri implicați în lovitura de stat, precum și Haji Amin Al Husseini. 
 Înainte de a părăsi Bagdadul, Kailani i-a telefonat liderului kurd Mulla Effendi (Mulla Abu Bekr Effendi) și l-a informat că a ales casa acestuia ca adăpost sigur al familiei regale până la sfârșitul conflictului. 
Când trupele britanice au ajuns in periferia Bagdadului, guvernul irakian a cerut un acord de încetarea focului.Acesta a fost semnat la 31 mai 1941.
La 1 iunie regentul a revenit la Bagdad si a restaurat guvernul.Imediat după aceea a izbucnit la Bagdad un pogrom violent împotriva evreilor, cunoscut sub numele de Farhud.

### În exil:Iran, Germania, Arabia Saudită și Egipt

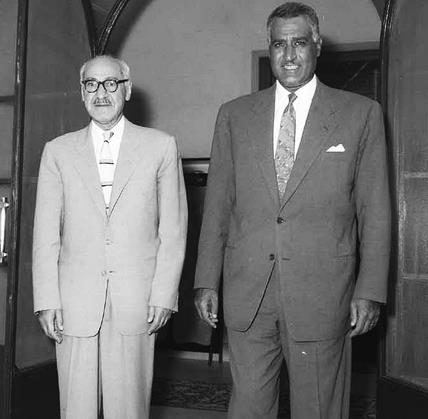
Al-Kailani cu președintele egiptean Gamal Abdel Nasser la Cairo, august 1958

Kailani nu a stat mult in Iran. la 25 august 1941 trupe sovietice și britanice au invadat Iranul și Reza Shah Pahlavi a fost detronat. Kailani a fugit în Italia. După aceea a fost primit de Hitler la Berlin, și a fost recunoscut de Germania ca liderul unui guvern irakian in exil. După înfrângerea Germaniei naziste în 1945 el s-a refugiat în Arabia Saudită și ulterior în Egipt.

### Ultimii ani și decesul
Kailani nu s-a întors din exil decât după revoluția din 14 iulie 1958, care a înlăturat de la putere monarhia hașemită irakiană. Din nou a încercat să ajungă la putere, organizând în decembrie 1958 un complot împotriva noului regim al generalului Abdul Karim Kassem. Rebeliunea a eșuat, iar Kailani a fost închis și condamnat la moarte. Totuși, în iulie 1961 a fost amnestiat și i s-a permis să plece în Liban. El a murit în 1965 la Beirut la vârsta de 72 ani.